# Sandra Mayans Prats
Sandra Mayans Prats fou regidora de Cultura i Festes de l'Ajuntament d'Eivissa pel Partit Socialista.
Sandra Mayans, assegurà a l'ex secretari general dels socialistes pitiüsos Roque López Morcillo, en unes cintes, que la cúpula socialista municipal va intentar obligar-la "a agafar un sobre amb diner negre d'un contractista d'obres municipals". Mayans afirma en una de les converses que es va negar a això en la campanya electoral de 2003. La regidora relata al llavors número u del PSOE d'Eivissa, Roque López, com es va arribar a aquesta situació. Segons ella, al Consistori va acudir "una de les empreses que contracta sempre Toni" que portava un sobre amb diner negre per a la campanya que ella havia de recollir. Davant d'aquesta situació, va optar per no recollir els diners i l'hi va dir clar a Pere Campillo (tinent d'alcalde de Governació). "Pedro em va dir que era per a la campanya", li explica Mayans a Roque López. "Li vaig dir que m'era igual, perquè una vegada que agafes un sobre de diner negre ja has d'agafar més i jo no vaig a entrar en aquest joc", continua. També rememora una reunió de la campanya electoral de 2003 en la qual estaven Vicente Tur (conseller a Eivissa i diputat autonòmic), i Patricia Abascal (diputada autonòmica) en la qual Roldán va confessar que Agloisa -una de les tres grans contractistes municipals a Eivissa ciutat- donava diners per a la campanya.
Va anunciar en una entrevista emesa pel programa "Perfils" de la Televisió d'Eivissa i Formentera (TEF), que havia presentat la seva baixa al PSOE, va criticar la gestió de l'equip de govern municipal del qual formava part i va expressar el seu suport als candidats del PP. «Confio més en la gestió que puguin fer Vicent Serra i Marienna [Sánchez Jáuregui]», va afirmar la concejala. Els desencontres de Sandra Mayans amb el PSOE venien de fa quatre anys, quan la direcció federal del partit va impedir que encapçalés la llista socialista a Ajuntament, com pretenia el llavors secretari general de la Federació Socialista d'Eivissa, Roque López. Integrada en la candidatura de Lurdes Costa, va ser designada regidora de Cultura i Festes després de la victòria electoral de 2007, sense que al llarg d'aquests anys hagués exterioritzat cap discrepància amb l'equip de govern.
Al 2014 formà un nou projecte polític anomenat Más Eivissa, on a les Eleccions al Parlament de les Illes Balears de 2015 obtingueren 1.024	vots, no aconseguint representació. També es presentaren a les Eleccions al Consell Insular d'Eivissa de 2015 on tampoc obtingueren representació amb 993 vots. I a l'Ajuntament d'Eivissa amb 701 vots.